# Bulbophyllum languidum
Bulbophyllum languidum är en orkidéart som beskrevs av Johannes Jacobus Smith. Bulbophyllum languidum ingår i släktet Bulbophyllum och familjen orkidéer. Inga underarter finns listade i Catalogue of Life.